# Babakina festiva
Babakina festiva is een slakkensoort uit de familie van de Babakinidae. De wetenschappelijke naam van de soort is voor het eerst geldig gepubliceerd in 1972 door Roller.